# Sacierges-Saint-Martin
Sacierges-Saint-Martin is een gemeente in het Franse departement Indre (regio Centre-Val de Loire) en telt 341 inwoners (2004). De plaats maakt deel uit van het arrondissement Le Blanc.

## Geografie
De oppervlakte van Sacierges-Saint-Martin bedraagt 31,8 km², de bevolkingsdichtheid is 10,7 inwoners per km².
De onderstaande kaart toont de ligging van Sacierges-Saint-Martin met de belangrijkste infrastructuur en aangrenzende gemeenten.

## Demografie
Onderstaande figuur toont het verloop van het inwonertal (bron: INSEE-tellingen).